# Zamia
Zamia es un género de plantas de la familia Zamiaceae, la cual es botánicamente cercana a la familia Cicadaceae, con cerca de 50 especies, nativa de Norte, Centro y Sudamérica, tan al norte como Georgia en  EE. UU. (Z. integrifola; la única cícada nativa de EE. UU.) y tan al sur como Bolivia (Z. boliviana). 
El género comprende arbustos caducifolios con tallos aéreos o subterráneos circulares, con frecuencia superficialmente que recuerdan palmas. Producen hojas con arreglos  espiralados, pinnadas, pubescentes, al menos cuando jóvenes, con pelos ramosos o simples, transparentes y coloreados. Los folíolos se articulan, y son anchos con venación subparalela dicotómica. Los foliolos más bajos no se reducen a espinas, aunque los peciolos pueden tener espinículas. Las hojas emergentes como muchas especies de Zamia se golpean, y algunas emergen con un encastre rojizo a bronceado (Z. roesli es un ej.)  Zamia picta es aún más distintiva, siendo la única cícada variegada  (tiene manchas blancuzcas/amarillentas en las hojas).

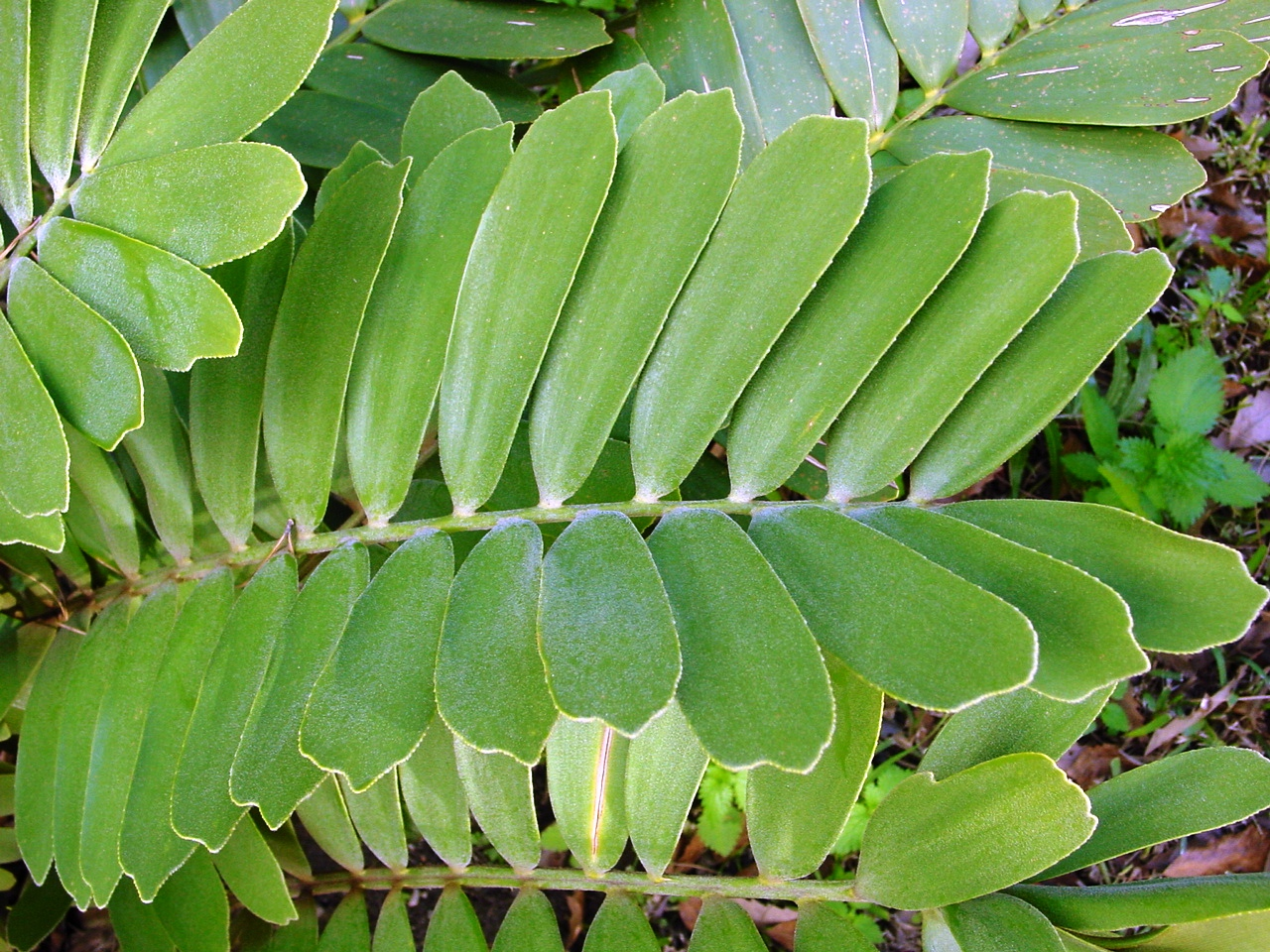
Hojas de Zamia furfuracea

Los esporófilos de Zamia nacen en filas verticales en estróbilo, y los ápices megasporofitos están facetados o achatados, no espinosos. Las semillas carnosas son subglobulares a oblongas o elipsoidales, y rojas, anaranjadas, amarillas o raramente blancas.  El endosperma es haploide, derivado de  gametófito hembra.  El embrión es recto, con dos cotiledones que están usualmente unidos por las puntas y con un suspensor muy largo, espiralado y enroscado.
Los óvulos en el género son grandes,  típico de las cícadas, y Zamia roezlii es un ej.; mide aproximadamente 0,4 mm de largo y pueden verse al ojo desnudo  Archivado el 19 de diciembre de 2010 en Wayback Machine..
Todas las especies de Zamia producen coronas foliares, lo que las hace muy aptas para decorar jardines. Con pocas excepciones, muchas spp. de Zamia se hallan en hábitats cálidos, húmedos, selvas tropicales. Sin embargo, muchas especies se adaptan, a áreas más frescas. Y todas las especies necesitan buen drenaje y protección al frío.
Al menos una especie, Z. pseudoparasitica, crece como epífita en las ramas de árboles.
El nombre Zamia proviene del idioma griego azaniae, que significa "un cono de pino".

## Lista deespecies
- Zamia acuminata
- Zamia amazonum
- Zamia amblyphyllidia
- Zamia amplifolia
- Zamia angustifolia
- Zamia boliviana
- Zamia chigua
- Zamia cremnophila
- Zamia cunaria
- Zamia disodon
- Zamia dressleri
- Zamia encephalartoides
- Zamia fairchildiana
- Zamia fischeri
- Zamia furfuracea
- Zamia gentryi
- Zamia herrerae
- "Zamia huilensis
- Zamia hymenophyllidia
- Zamia incognita
- Zamia inermis
- Zamia integrifolia
- Zamia ipetiensis
- Zamia jirijirimensis
- Zamia lacandona
- Zamia lecointei
- Zamia loddigesii
- Zamia manicata
- Zamia melanorrhachis
- Zamia montana
- Zamia monticola
- Zamia multidentata[1]
- Zamia muricata, en Colombia y Venezuela denominada acesiva[2]
- Zamia neurophyllidia
- Zamia obliqua
- Zamia paucijuga
- Zamia poeppigiana
- Zamia polymorpha
- Zamia portoricensis
- Zamia prasina
- Zamia pseudomonticola
- Zamia pseudoparasitica
- Zamia pumila
- Zamia purpurea
- Zamia pyrophylla
- Zamia pygmea
- Zamia roezlii
- Zamia skinneri
- Zamia soconuscensis
- Zamia spartea
- Zamia standleyi
- Zamia tolimensis
- Zamia tuerckheimii
- Zamia ulei
- Zamia urep
- Zamia variegata
- Zamia vasquezii
- Zamia verschaffeltii
- Zamia wallisi